# Zulus Czaka (epos)
Zulus Czaka to poemat epicki oparty na ustnej tradycji Zulusów, powstały w XIX wieku i obejmujący czas akcji właśnie z tego okresu. Skompilowany został w języku zuluskim, a następnie przetłumaczony przez południowoafrykańskiego poetę Mazisi Kunene. Utwór śledzi życie Czaki i dokumentuje jego wyczyny jako króla ludu Zulusów jako władcy, który dokonał znacznych postępów w strukturze państwa i technologiach wojskowych Zulusów.

## Tradycja ustna
Chociaż Zulusowie praktykowali poezję ustną od dawna, gatunek epopei heroicznej nie został przez nich rozwinięty aż do okresu panowania Czaki. Jednym ze źródeł utworu był zwyczaj rejestrowania rządów Czaki przez oficjalnych historyków, z których każdy specjalizował się w jednej konkretnej części historii władcy. Poeci w kulturze zuluskiej (izimbongi) są głosicielami wartości społecznych oraz piewcami narodu i jego sukcesów. Jeden z ekspertów, komentując pracę Kunene, stwierdził, że „ustne tradycje Zulusów nie są opowieściami znanymi na pamięć... To są re-kreacje, re-kreacje w kontekście teraźniejszości. Kunene był w tym mistrzowski”. Sektor Kultury UNESCO uznaje tę wersję za reprezentatywną dla literatury zuluskiej.

## Fabuła
Epos zaczyna się od gwałtu Nandi przez ojca Czaki, Senzangakhona. Pozostałe żony wodza zmuszają go do wygnania Nandi po tym, jak rodzi ona dziecko. Gdyby Senzangakhona odmówił wypędzenia jej z królestwa Zulusów, sytuacja zostałaby upubliczniona i, zgodnie z prawem, zostaliby zabici Senzangakhona, Nandi oraz ich dziecko. Nandi ucieka i spędza wiele lat, podróżując po królestwach przyjaznych jej plemieniu. Za granicą rodzi i wychowuje Czakę, który budzi nieprzychylność rówieśników swoim męstwem, inteligencją i sprawnością wojskową. W dalszym rozwijaniu swojego celu objęcia władzy nad swoim pierwotnym plemieniem pomaga mu czarownik Isanusi. Poprzez podanie mu magicznych lekarstw nakłada na niego obietnicę, aby bezlitośnie zabijał i wyzbył się litości. Czarownik przekonuje go także, że Czaka zabił tego, kogo najbardziej kocha w celu zdobycia jeszcze większej władzy. Efektem tego jest mord Noliwe, ukochanej Czaki.
Czaka wytwarza nową metodę walki, polegającą na użyciu krótkiej włóczni kłującej i dużej tarczy, zamiast tradycyjnego rzucania z daleka włóczniami. Jego strategia obejmuje szybkie podejście wroga pod osłoną tarczy, aby dźgnąć go, zanim ten zdąży rzucić włóczniami. Zdobywa dowództwo nad własnym pułkiem, który przekwalifikowuje w nowym systemie. 
Kiedy Senzangakhona umiera, Czaka prowadzi wojsko do kraju Zulusów. Żołnierze i ludność gromadzą się przed nim, a Czaka wstępuje na tron, uzurpując przeciw swoim braciom, a więc, bardziej niż on, prawowitym dziedzicom tronu. Wraz ze wstąpieniem na tron Czaka radykalnie reorganizuje system militarny, dzięki nowej organizacji i taktyce, którą udoskonalił za pomocą krótkiej włóczni. Czaka rozpoczyna ekspansję na sąsiednie regiony, tłumiąc królów i armie bandytów oraz asymilując kolejne ludy do narodu Zulusów.
Wkrótce pierwsi biali ludzie nawiązują kontakt z Zulusami, pod dowództwem człowieka o imieniu Król. Chociaż Czaka nie ufa tym ludziom, pozwala im osiedlić się na niewielkiej części swojej ziemi, aby mógł poznać ich zwyczaje. Wysyła również swojego wujka na misję do króla Jerzego z Wielkiej Brytanii. Tymczasem matka Czaki, Nandi, umiera, a Czaka ogłasza narodowy rok żałoby. Gdy naród pogrąża się w żałobie, gospodarka zaczyna podupadać, zakazane jest uprawianie stosunków seksualnych i uprawa roli. Wreszcie Czaka zostaje przekonany, aby jego lud mógł ponownie sadzić pola i rodzić dzieci.
Stopniowo bracia i ciotki Czaki stają się sfrustrowani jego rządami i spiskują, by go obalić. Jeden z najbardziej zaufanych doradców Czaki zgadza się im pomóc i zabijają Czakę, kiedy odbywa on rozprawę sądową.

## Motywy
Podejście Kunene do eposu Czaki wydaje się reprezentować pozycję arystokracji Zulu podczas jego rządów. Książka skupia się bardziej na napięciach i konfliktach elit politycznych niż na dobru i interesie ludzi. Rządy Czaki, jakkolwiek znaczące, były powodem śmierci około miliona ludzi; podbijane plemiona mogły wyrzec się swojej tożsamości i przyjąć nową, jako wojownika Ama-Zulu, lub nie zgodzić się i zostać skazane na śmierć. Nie oszczędzano kobiet i dzieci. Nawet po dołączeniu do armii Czaki nie wszyscy wojownicy unikali śmierci, ponieważ była ona karą za tchórzostwo, a więc wycofanie się z walki lub jej przegranie, a także powrót bez broni.
Zulus Czaka Kunene stara się również zagłębić w psychologiczne motywacje, które mogły popchnąć Czakę do pewnych czynów, postrzeganych przez zachodnich historyków jako brutalne lub niemoralne. Oznacza to wyrażenie wartości, które afrykańscy władcy powinni przyjąć w swoim przywództwie. John Haynes sugeruje, że walka AKN z apartheidem podczas komponowania poematu przez Kunene'a służyła jako wzór tego, jak czarni Afrykanie, a przynajmniej czarni mieszkańcy RPA, mogą rządzić sami sobą, używając wartości afrykańskich.
Thomas Mofolo, pisarz południowoafrykański, który w 1925 roku opracował swoją wersję eposu - która stała się podstawą polskiego przekładu - za przyczynę okrutnych czynów Czaki podaje siły magiczne. Najpierw w postaci specyfików podawanych mu przez matkę, a potem przez czarownika Isanusiego. O ile lekarstwa matki miały zapewnić mu siłę, szczęście i ochronę, o tyle wpływ Isanusiego na Czakę ma walor negatywny i oddziałuje na jego najniższe instynkty i pragnienia.
W 1956, za sprawą poematu Leopolda Sedara Senghora, rozpoczęły się dyskusje nad moralnością czynów Czaki. Drastyczne rządy wodza przez długi czas pozwalały Zulusom uchronić się od kolonizacji. Powoływano się więc na zasadę „mniejszego zła”, zauważając, że ofiary podbojów Czaki zapobiegły niewolnictwu, którego doświadczyłyby te rejony w momencie przybycia tam kolonizatorów. Dalekowzroczność Czaki miała usprawiedliwiać jego okrutne czyny. 

## Odbiór przekładu Mazisi Kunene
Wielu krytyków zwraca uwagę, że podejście Kunene do tematu nie jest trafne historycznie. Na przykład Mbongeni Malaba w swojej recenzji w Research in African Literatures sugeruje, że książka była po prostu pochwałą Czaki, ignorującą wszystkie inne wielkie postacie tego okresu i jego błędy. Malaba nazywa tę książkę „wspaniałym technikolorem”, opisując, jak pięknie Kunene tworzy opowieść o Czace. Jednak John Haynes sugeruje, że wiele z tych zmian w podejściu historiograficznym jest wynikiem ukazania „napięcia między kreatywnością Czaki a jego destrukcją” z arystokratycznego punktu widzenia i ucieleśnienia wartości ludzi Zulu. Tak więc „afrykanistyczne” podejście Kunene jest bardziej zagłębieniem się w to, jak przywódcy polityczni Zulu z czasów Czaki postrzegali jego rządy. Umiejętności i kompetencje Czaki w tworzeniu zdyscyplinowanych jednostek wojskowych zaprzeczały powszechnej wtedy w Europie tezie, że Afrykanie nie są zdolni do spójnej organizacji militarnej

## Historia publikacji
Pierwsze wydanie Zulus Czaka zostało opublikowane przez wydawnictwo William Heinemann Ltd w 1979 roku w ramach serii African Writers Series. Było to wydawnictwo z Wielkiej Brytanii. Po publikacji książka została rozprowadzona wśród partyzantów Afrykańskiego Kongresu Narodowego i służyła za źródło inspiracji w ich walce z rządem apartheidu. Książka została później przedrukowana przez William Heinemann Ltd następująco w 1984, 1986 i 1993 roku. Wydanie z 1993 roku (ISBN 0-435-90211-3, xxxvi+ 438 s.) zostało wydrukowane w miękkiej oprawie we współpracy z East African Educational Publishers.
W języku polskim epos o Czace ukazał się w wersji Thomasa Mofolo w tłumaczeniu Ewy Fiszer (za przekładem z soto na angielski F.H. Duttona).